# Confederação Brasileira de Basketball
A Confederação Brasileira de Basketball (CBB) é o órgão responsável pela organização dos eventos e representação dos atletas do basquete no Brasil, especialmente os Campeonatos Brasileiros de Basquete Masculino e Feminino. A CBB é filiada ao Comitê Olímpico Brasileiro e à Federação Internacional de Basquetebol (FIBA). Seu atual presidente é Guy Peixoto. Foi fundada em 1933, na cidade do Rio de Janeiro.
Em 1933, houve uma cisão no esporte nacional, quando os clubes que adotaram o profissionalismo do futebol criaram entidades especializadas dos vários desportos. Nasceu assim, a Federação Brasileira de Basketball, fundada em 25 de dezembro de 1933, no Rio de Janeiro. Em assembleia, aprovada dia 26 de dezembro de 1941, passou ao nome atual, Confederação Brasileira de Basketball.
Durante a década de 2010, a CBB enfrentou uma dissidência política que levou à criação da Nossa Liga de Basquetebol e à Associação de Clubes Brasileiros de Basquetebol. Ambas tiveram existência efêmera, mas levaram a mudanças na modalidade, com o campeonato brasileiro sendo remodelado em 2008-2009 para Novo Basquete Brasil (NBB), organizado pela Liga Nacional de Basquete, formada pelos próprios clubes participantes. O NBB, porém, é chancelado e reconhecido como Campeonato Brasileiro da 1ª divisão pela CBB. O mesmo acontece com a Liga de Basquete Feminino (LBF).
Em 2011, A CBB voltou a organizar um campeonato de clubes, com o retorno da Supercopa Brasil de Basquete, como uma competição de acesso para o NBB. EM 2014, com a criação da Liga Ouro, também organizada pela LNB, a Supercopa perdeu prestígio, passando a ser considerada a 3ª divisão nacional.
Em 2017, a CBB, com apoio do Comitê Brasileiro de Clubes (CBC), criou a Copa Brasil Interclubes, uma competição para as categorias de base.
Em outubro de 2018, a CBB anunciou que a edição de 2019 seria a última da Liga Ouro e que uma nova competição, organizada pela CBB, tomaria o seu lugar. O Campeonato Brasileiro de Clubes teve a sua 1ª edição em 2019, como uma 3ª divisão do basquete nacional, após o fim da Liga Ouro se tornou a 2ª divisão nacional.

## Presidentes
- 1933 – 1938 Gerdal Gonzaga Boscoli
- 1938 – 1975 Paulo Martins Meira
- 1975 – 1983 Alberto Curi
- 1983 – 1989 Carlos de Oliveira Dias
- 1989 – 1997 Renato Miguel Gaia Brito Cunha
- 1997 – 2009 Gerasime Nicolas Bozikis
- 2009 – 2017 Carlos Nunes
- 2017 – atual Guy Peixoto